# Pierwszy powszechny spis ludności

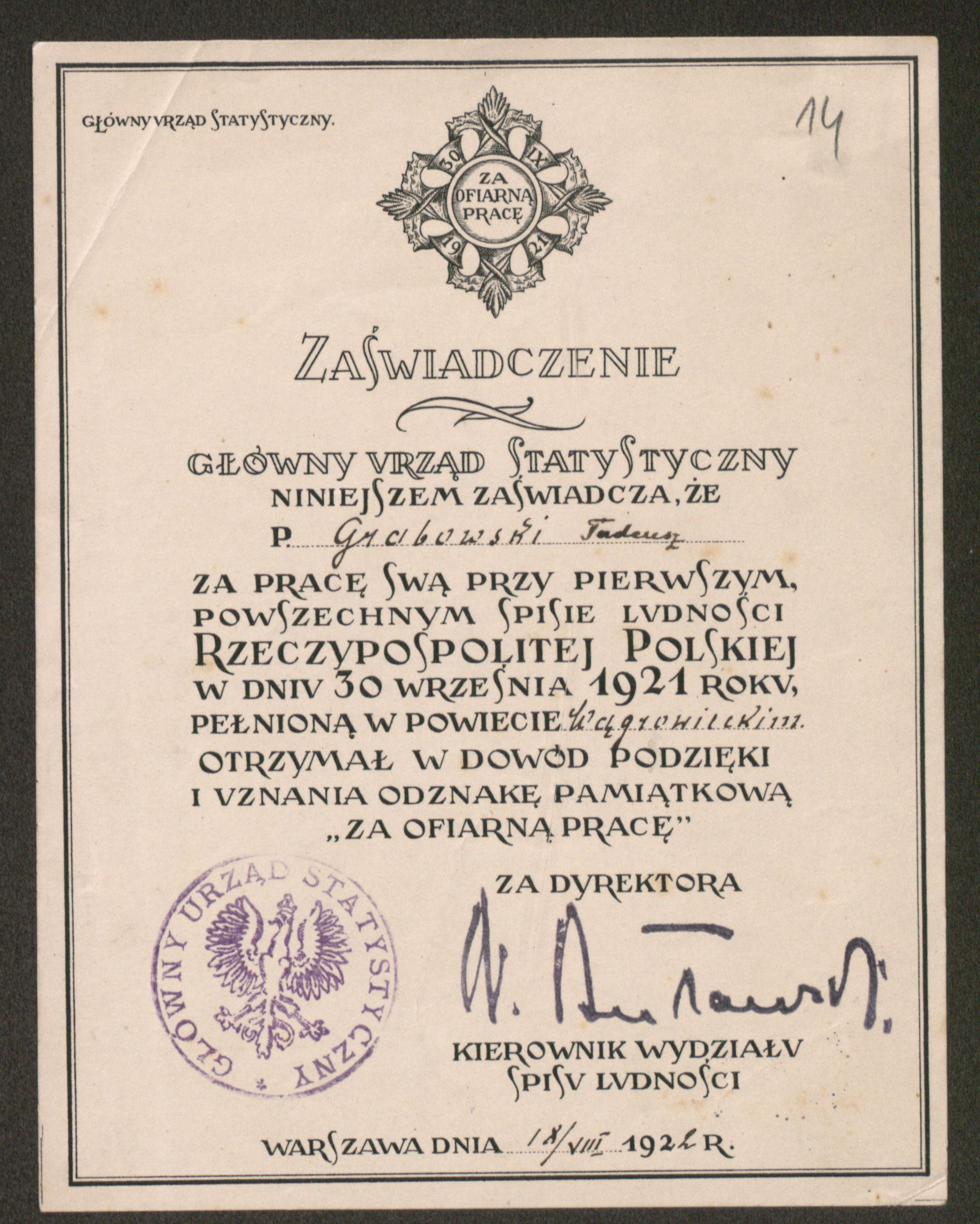
Zaświadczenie otrzymania Odznaki pamiątkowej za pracę przy spisie powszechnym w 1921 r. dla Tadeusza Goetzendorf-Grabowskiego (ze zbiorów Archiwum Państwowego w Poznaniu)

Pierwszy powszechny spis ludności – pierwszy spis powszechny przeprowadzony przez odrodzone państwo polskie 30 września 1921 roku.

## Plan i forma
Podstawą prawną do przeprowadzenia spisu była ustawa z 21 października 1919 r. o organizacji statystyki administracyjnej. W art. 6 tej ustawy ustalono, że pierwszy spis ma być dokonany w ciągu roku 1920, kolejny 31 grudnia 1930 r. a następne co 10 lat. Pierwotny termin nie doszedł do skutku, ze względu na niestabilną sytuację Polski w tym okresie (m.in. wojna polsko-bolszewicka, powstania śląskie); dlatego też nowelizacja z dnia 13 maja 1921 roku zmieniła termin pierwszego spisu na dzień 30 września 1921 r.
Spisem objęto cały obszar Rzeczypospolitej, nie objęto natomiast terenów, które włączono w jej granice rok później: czyli pruskiej części Górnego Śląska objętego powstaniami śląskimi i Wileńszczyzny (Litwa Środkowa), objętej sporem z Litwą (zobacz: konflikt polsko-litewski, bunt Żeligowskiego).
Zakres tematyczny spisu brał pod uwagę specyficzną sytuację demograficzną państwa przystępującego do integracji po okresie rozbiorów, nie posiadającego prawie żadnych informacji o swojej ludności. Spis zawierał pytania o podstawowe cechy demograficzne, takie jak płeć, data urodzenia, stan cywilny, narodowość, język ojczysty i wyznanie, wykształcenie, charakterystykę zawodową ludności, inwalidztwo i sieroctwo, sytuację mieszkaniową i rolnictwo. Pytania dotyczyły także miejsca urodzenia, cech etnicznych (wyznanie, obywatelstwo, język ojczysty, narodowość), umiejętności czytania i poziomu wykształcenia, sieroctwa dzieci do 16 lat oraz ułomności fizycznych (głuchota, niemota, ślepota, brak kończyn). Dalsze pytania dotyczyły zawodu głównego (źródła utrzymania) i pobocznego w chwili spisu i zawodu głównego w chwili wybuchu I wojny światowej, posiadanych zwierząt gospodarskich, obszaru gospodarstwa i struktury użytkowania ziemi. Osobny formularz dotyczył zamieszkiwanych budynków.

## Wyniki
Wyniki pierwszego powszechnego spisu ludności zostały publikowane w serii Statystyka Polski w 29 tomach, z których ostatni został wydany w 1932 roku. Spis został uznany za dość niereprezentatywny już wkrótce po jego przeprowadzeniu, gdyż wkrótce po nim nastąpiły znaczące zmiany demograficzne, m.in. na skutek przybycia ok. 500 000 repatriantów z terenów sowieckich i nasilonych migracji wewnętrznych w kraju, w którym dopiero co znikły granice zaborców. Dodatkowe wątpliwości budziły niedociągnięcia organizacyjne. Problemem była także nieufność wobec ankieterów, szczególnie widoczna na ziemiach wschodnich; problemy wynikały także z niewiedzy drobnych rolników co do ilości posiadanej ziemi. Zwłaszcza statystykę narodowościową na terenach wschodnich uznaje się za dość problematyczną.
Spis okazał się dużym wyzwaniem dla istniejącego zaledwie od 1918 roku Głównego Urzędu Statystycznego (GUS), który był odpowiedzialny za przygotowanie merytoryczne i organizacyjne tego przedsięwzięcia. W spis było zaangażowanych około 70 000 komisarzy spisowych, kadra referentów spisowych, przedstawiciele lokalnej władzy wojskowej, sołtysi, wójtowie lub ich zastępcy. Spis został poprzedzony kampanią informacyjną. Władze państwowe wydały ulotkę informacyjną, ukazała się też broszura „Pierwszy spis ludności”. GUS organizował konferencje prasowe, spotkania informacyjne, przygotowywał materiały i artykuły prasowe. Zadbano o to by komisarzami spisowymi zostawały osoby cieszące się poważaniem, obdarzone zaufaniem i mające w swoich środowiskach pewien autorytet. Wprawdzie obowiązek współpracy z komisarzami spisowymi i udzielania prawdziwych informacji wynikał z rozporządzenia Rady Ministrów z 9 czerwca 1921 r. w sprawie przeprowadzania powszechnego spisu ludności, pod groźbą kary finansowej, jednak zdawano sobie sprawę, że powodzenie tego przedsięwzięcia jest uzależnione od przychylnego nastawienia ludności i zaangażowania.

## Narodowości według spisu
| Razem      | Polacy     | Ukraińcy  | Żydzi     | Białorusini | Niemcy  | Litwini | Rosjanie | "Tutejsi” | Czesi  | Inni  | Niewiadoma |
| ---------- | ---------- | --------- | --------- | ----------- | ------- | ------- | -------- | --------- | ------ | ----- | ---------- |
| 25 694 700 | 17 789 287 | 3 898 428 | 2 048 878 | 1 035 693   | 769 392 | 24 044  | 48 920   | 38 943    | 30 628 | 9856  | 631        |
| 100%       | 69,23%     | 15,17%    | 7,97%     | 4,03%       | 2,99%   | 0,09%   | 0,19%    | 0,15%     | 0,12%  | 0,04% | ~0,002%    |

## Wyznania według województw
| Województwo               | populacja | Wyznanie          | Wyznanie   | Wyznanie    | Wyznanie        | Wyznanie     | Wyznanie |
| Województwo               | populacja | rzymskokatolickie | mojżeszowe | prawosławne | grekokatolickie | ewangelickie | inne     |
| ------------------------- | --------- | ----------------- | ---------- | ----------- | --------------- | ------------ | -------- |
| białostockie              | 1 305 284 | 894 227           | 193 963    | 197 392     | -               | 13 075       | 4 690    |
| kieleckie                 | 2 535 781 | 2 220 902         | 300 489    | -           | -               | -            | 14 151   |
| lubelskie                 | 2 087 951 | 1 619 755         | 287 639    | 152 589     | -               | 17 065       | -        |
| łódzkie                   | 2 252 769 | 1 734 117         | 326 973    | -           | -               | 171 169      | 12 024   |
| miasto stołeczne Warszawa | 936 713   | 597 798           | 310 322    | 5 753       | -               | 18 070       | 4 770    |
| warszawskie               | 2.112.798 | 1 802 427         | 203 425    | 4 637       | -               | 87 427       | 12 475   |
| Województwa wschodnie     |           |                   |            |             |                 |              |          |
| nowogródzkie              | 822 106   | 323 728           | 74 334     | 421 247     | -               | -            | 1776     |
| poleskie                  | 880 898   | 68 698            | 110 639    | 697 373     | -               | 3 804        | -        |
| wołyńskie                 | 1 437 907 | 166 512           | 164 740    | 1 066 842   | -               | 36 695       | -        |
| Województwa zachodnie     |           |                   |            |             |                 |              |          |
| pomorskie                 | 935.643   | 744.699           | 2.927      | -           | -               | 183.678      | 4.140    |
| poznańskie                | 1 967 865 | 1 632 087         | 10 397     | -           | -               | 321 564      | -        |
| Województwa południowe    |           |                   |            |             |                 |              |          |
| krakowskie                | 1 992 810 | 1 779 889         | 152 926    | -           | 52 864          | 5 708        | -        |
| lwowskie                  | 2 718 014 | 1 264 162         | 313 206    | -           | 1 126 207       | 12 403       | -        |
| stanisławowskie           | 1 348 580 | 195 706           | 145 226    | -           | 996 306         | 10 270       | -        |
| tarnopolskie              | 1 428 520 | 447 810           | 128 965    | -           | 847 907         | 2 825        | -        |
| Polska                    |           |                   |            |             |                 |              |          |